# Lista över borgmästare i Gävle
Detta är en lista över staden Gävles borgmästare.

## Borgmästare i Gävle
Borgmästare i Gävle stad före 1971.
| Ämbetstid | Namn                     | Levnadstid | Övrigt |
| --------- | ------------------------ | ---------- | ------ |
| 1646–     | Simon Henriksson Depken  |            |        |
|           | Elias Pedersson Gavelius | död 1668   |        |
|           | Carl Falck               |            |        |
| 1674–1685 | Daniel Christiernin      | 1648–1716  |        |
| 1711–1722 | Peter Folcker            | 1685–1722  |        |
| 1722–1741 | Johan Palmborg           | död 1741   |        |
| 1741–1747 | Fredrik Wittstock        | 1690–1747  |        |
| 1725–1742 | Erik Gierdzlovius        | 1681–1742  |        |
| 1743–1765 | Johan Omnberg            | 1712–1765  |        |
| 1748–1792 | Peter Ennes              | 1714–1797  |        |
| 1792–1803 | Jöns Flygare             | 1746–1806  |        |
| 1867–1884 | Janne Petre              | 1819–1900  |        |
| 1899–1928 | Carl Berggren            | 1858–1943  |        |
| 1929–1953 | Nils Berlin              | 1888–1969  |        |
| 1953–1959 | Yngve Bjerström          | 1902–1983  |        |
| 1959–1970 | Sven Ståhl               | 1914–2000  |        |